# (73131) 2002 GE74
(73131) 2002 GE74 – planetoida z pasa głównego asteroid okrążająca Słońce w ciągu 3,31 lat w średniej odległości 2,22 j.a. Odkryta 9 kwietnia 2002 roku.